# Камподолчино
Камподолчѝно (на италиански: Campodolcino, на западноломбардски: Candulscìn, Кандулшин) е село и община в Северна Италия, провинция Сондрио, регион Ломбардия. Разположено е на 1071 m надморска височина. Населението на общината е 1045 души (към 2010 г.).